# Моисеев, Николай Андреевич (политработник)
Николай Андреевич Моисеев (17 октября 1934, Новобогоявленское, Центрально-Чернозёмная область — 6 декабря 2020, Москва) — политработник советских Вооружённых Сил, генерал-полковник (7 мая 1987).

## Биография
Николай Андреевич Моисеев родился 17 октября 1934 года в с. Новобогоявленское Раненбургского района Центрально-Чернозёмной области  (ныне в составе Первомайского района Тамбовской области).
В Вооружённых Силах СССР с 1952 года. Окончил Сумское артиллерийское училище имени М. В. Фрунзе в 1954 году. Во время учёбы в 1954 году был избран на должность секретаря комитета ВЛКСМ учебного дивизиона, в 1955 году вступил в КПСС. Активное участие Моисеева в комсомольской работе стало причиной, что по окончании училища он был направлен на политработу, а не на командные должности. Служил инструктором по комсомольской работе политотдела полка, помощником по комсомольской работе начальника политотдела дивизии, помощником по комсомольской работе начальника политотдела армии, с 1961 — старшим инструктором и начальником отдела по работе с комсомолом в политических управлениях Киевского военного округа и Группы советских войск в Германии. Окончил Высшую партийную школу при ЦК КПСС (заочно) в 1965 году.
Окончил Военно-политическую академию имени В. И. Ленина в 1974 году. С 1974 года служил в Прибалтийском военном округе: заместитель начальника политотдела армии, первый заместитель начальника политуправления округа. В начале 1980-х годов — начальник политотдела 5-й гвардейской мотострелковой дивизии, воевавшей в Афганистане. С марта 1982 года — член Военного совета — начальник политуправления Туркестанского военного округа. В этой должности руководил партийно-политической работой и в 40-й общевойсковой армии, находившейся в составе Ограниченного контингента советских войск в Афганистане. По вопросам службы выезжал в командировки в зоны боевых действий в Афганистан. С августа 1985 года — член Военного совета — начальник политуправления Группы советских войск в Германии. В 1989 году был членом Военного совета — начальником политуправления Западной группы войск. С декабря 1989 года — член Военного совета — начальник политуправления Сухопутных войск СССР. С апреля 1991 года был первым заместителем главнокомандующего Сухопутными войсками СССР — начальником военно-политического управления Сухопутных войск. После событий ГКЧП в августе 1991 года уволен в запас.
Народный депутат СССР от Тульской области (1989—1991). Член ЦК ВЛКСМ, член Центральной ревизионной комиссии КПСС (1986—1990), член ЦК КПСС (1990—1991).
Женат. Сын Сергей Николаевич Моисеев, полковник запаса, в 2003—2012 годах был министром по делам печати и информации в правительстве Московской области.
Похоронен на Троекуровском кладбище в Москве (уч. 7в).

## Воинские звания
- Генерал-майор (1976)
- Генерал-лейтенант (1982)
- Генерал-полковник (1987)

## Награды
- Орден Красного Знамени (1984)
- Орден Красной Звезды (1981)
- Ордена «За службу Родине в Вооружённых Силах СССР» 2-й и 3-й степеней
- Медали СССР